# NGC 3928
NGC 3928 је елиптична галаксија у сазвежђу Велики медвед која се налази на NGC листи објеката дубоког неба.
Деклинација објекта је + 48° 40' 59" а ректасцензија 11h 51m 47,6s. Привидна величина (магнитуда) објекта NGC 3928 износи 12,2 а фотографска магнитуда 13,2. Налази се на удаљености од 16,567 милиона парсека од Сунца. NGC 3928 је још познат и под ознакама UGC 6834, MCG 8-22-19, MK 190, IRAS 11491+4857, CGCG 243-19, Miniature spiral, PGC 37136.